# Manne Praeker
Manfred Praeker, detto Manne (Berlino, 25 settembre 1951 – Berlino, 17 settembre 2012), è stato un produttore discografico, bassista e cantante tedesco.

## Biografia
Praeker fu il bassista dei Lokomotive Kreuzberg dal 1973 allo scioglimento della band nel 1977. Con altri due membri della band disciolta, Herwig Mitteregger e Bernhard Potschka, e la cantante Nina Hagen, fondarono la Nina Hagen Band, che però ebbe vita breve (1977-1980). Quando la cantante uscì dal gruppo, Praeker, Mitteregger e Potschka, assieme al tastierista Reinhold Heil, fondarono gli Spliff, che si sciolsero poi nel 1985. Con Heil e Potschka ebbe un'altra breve esperienza musicale, i Froon.
Già durante il periodo con gli Spliff, Praeker cominciò ad operare come produttore discografico, attività che da quel momento divenne la principale: in particolare, produsse i primi album di Nena e alcuni dischi degli Extrabreit e dei Die Ärzte (per i quali tornò brevemente a fare il bassista in alcune sessioni in studio).
Verso la fine degli anni ottanta aprì il Mad-Mix-Studio, a Monchique, in Portogallo, dove visse con la famiglia per oltre vent'anni.

### Morte
Morì a Berlino, in seguito a una grave malattia, pochi giorni prima di poter compiere i sessantun'anni.